# Kanuni (Motorradhersteller)

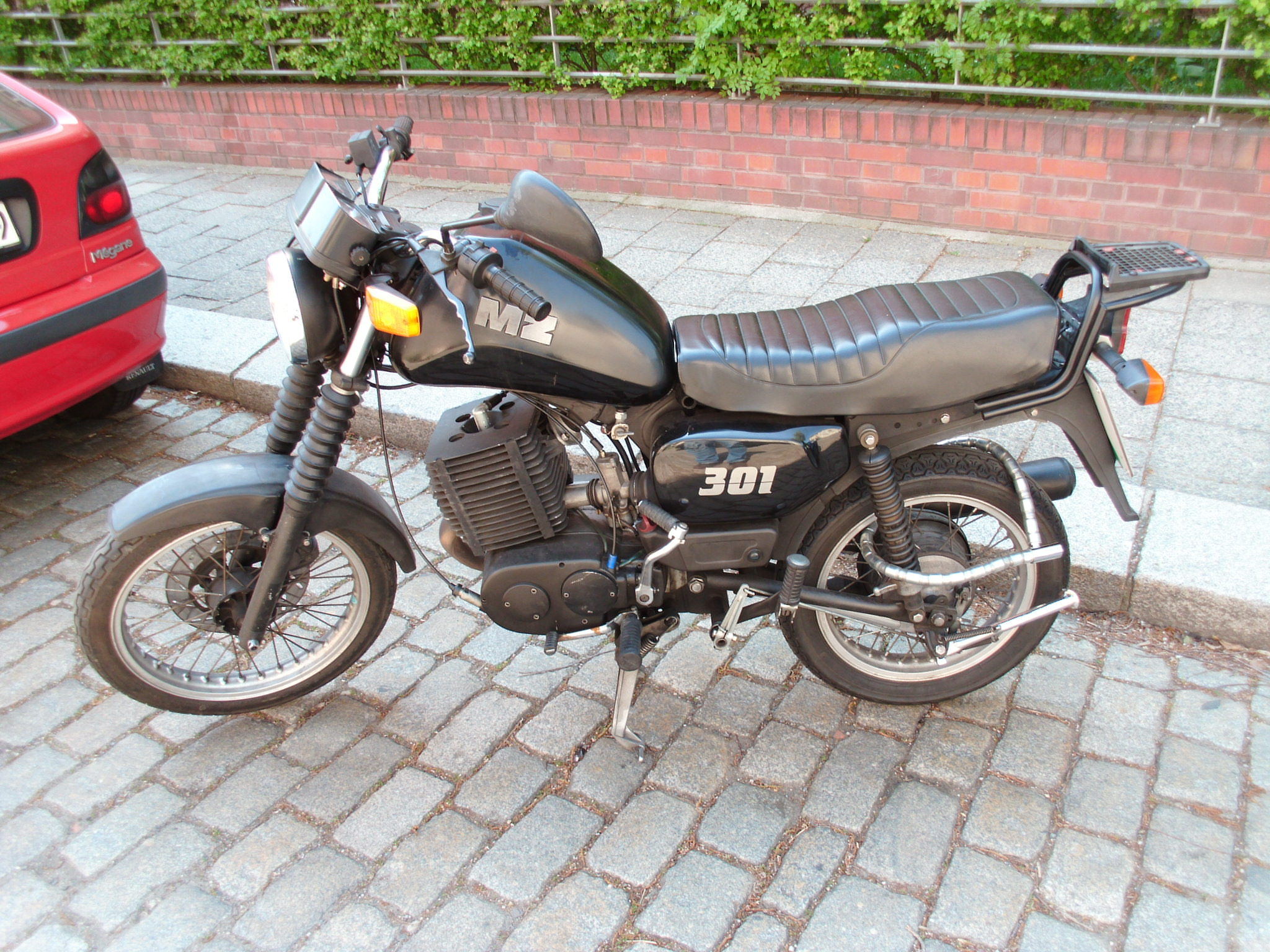
Kanuni-MZ ETZ 301, gebaut ab 1994 von Kuralkan Motorlu Araçlar

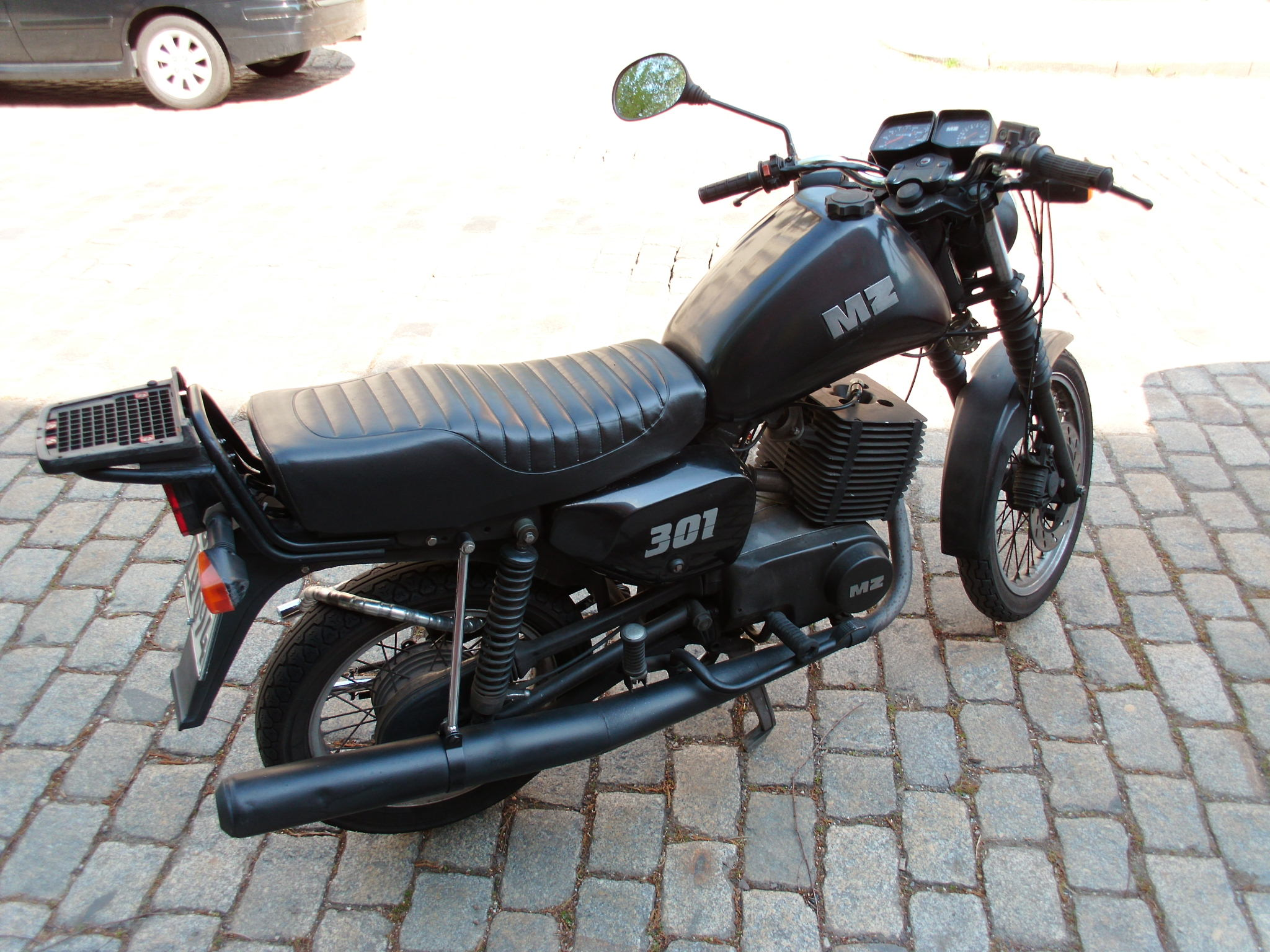
Kanuni-MZ ETZ 301

Kanuni ist ein türkischer Motorradhersteller in Istanbul und gehört zum Unternehmen Kuralkan Motorlu Araçlar A.Ş.

## Unternehmensgeschichte
Kuralkan war seit den 1980er-Jahren der größte Bauteilelieferant für den VEB Motorradwerk Zschopau und im tauschwirtschaftlichen Gegengeschäft ab 1987 Generalimporteur der MZ-Motorräder für den gesamten Nahen Osten. Dort wurden die Motorräder aufgrund ihrer Einfachheit und Robustheit besonders geschätzt. 1991 wollte Kuralkan 51 Prozent am mittlerweile unter Treuhandverwaltung stehenden und als MZ GmbH firmierenden Unternehmen erwerben. Das Geschäft kam jedoch nicht zustande.
Am 5. Juli 1992 gründeten der letzte MZ-Werkdirektor Eberhard Bredel, sein Stellvertreter und Produktionsleiter Christian Heydenreich sowie weitere Gesellschafter aus der ehemaligen MZ-Entwicklungsabteilung die Ingenieur und Technik GmbH (später ITG Engineering) mit Sitz unweit des Zschopauer Stammwerks. Die ITG kaufte der Treuhandanstalt Produktionsanlagen für die ETZ-Modelle 251 und 301 ab und verkaufte sie weiter an Kuralkan. In Istanbul wieder aufgebaut, liefen die Modelle Classic, Tour und Fun ab 1995 (vermutlich bis 2001) unter der Marke MZ Kanuni vom Band. Über die MZ-B Vertriebs GmbH wurden die Modelle auch nach Deutschland importiert.

## Produkte
Die 500 Mitarbeiter fertigen auf einer Fläche von 50.000 Quadratmetern Motorräder, Motorroller und Quads. Damit handelt es sich um den größten Motorradhersteller der Türkei.
Partner (Stand 2010) sind der südkoreanische Motorradhersteller Hyosung S&T Motors und Husqvarna.